# Référendum sur la monarchie norvégienne
Pour un article plus général, voir Dissolution de la Suède-Norvège.
Le référendum sur la monarchie norvégienne a lieu les 12 et 13 novembre 1905. Il porte sur la désignation d'un roi comme le chef d'État de la Norvège dans le contexte de la dissolution de la Suède-Norvège. 
Le référendum enregistre une participation de 75 %, avec un résultat à près de 79 % en faveur de l'instauration d'une monarchie.

## Résultats
| Choix                     | Votes   | %     |
| ------------------------- | ------- | ----- |
| Pour                      | 259 563 | 78,93 |
| Contre                    | 69 264  | 21,07 |
|                           |         |       |
| Votes valides             | 328 827 | 99,27 |
| Votes blancs et invalides | 2 403   | 0,73  |
| Total                     | 331 230 | 100   |
| Abstention                | 108 518 | 24,68 |
| Inscrits/Participation    | 439 748 | 75,32 |